# Цианид железа(II)
Цианид железа(II) — неорганическое соединение, соль металла железа и синильной кислоты с формулой Fe(CN)2, коричнево-жёлтые кристаллы, нерастворимые в воде.

## Получение
- Действие цианидов щелочных металлов на избыток растворимых солей железа(II):

{\displaystyle {\mathsf {FeCl_{2}+2KCN\ {\xrightarrow {}}\ Fe(CN)_{2}\downarrow +2KCl}}}

## Физические свойства
Цианид железа(II) образует коричнево-жёлтые кристаллы
кубической сингонии,
пространственная группа P 413,
параметры ячейки a = 1,59 нм, Z = 48.
Не растворяется в воде.

## Химические свойства
- Растворяется в избытке цианидов:

{\displaystyle {\mathsf {Fe(CN)_{2}+4KCN\ {\xrightarrow {}}\ K_{4}[Fe(CN)_{6}]}}}

## Токсичность
Цианид железа(II) — высокотоксичное вещество. Ядовит, как и все другие цианиды (соли синильной кислоты).